# Planigale tenuirostris
Planigale tenuirostris — вид родини сумчастих хижаків. Цей вид є ендеміком Австралії, де поширений в східних районах країни. Живе у відкритих вкритих травою місцевостях, малі-скребах (чагарникові, головним чином евкаліптові, зарості напівпосушливих районів південної Австралії), на берегах річок в районах з тріщинистими глинистими ґрунтами. Веде нічний спосіб життя і витрачає багато часу на полювання в тріщинах глини. Довжина голови й тіла: 54—66

## Загрози та охорона
Видається, немає серйозних загроз для цього виду. Існують локалізовані загрози через перетворення середовища проживання у сільські господарства. Присутній на багатьох охоронних територіях.